# Яхромская пойма
Яхромская пойма — пойма реки Яхромы, располагающаяся выше города Дмитрова Московской области. После проведения мелиоративных работ Яхромская пойма, богатая различными минеральными веществами, используется для выращивания различных овощей.
Яхромскую пойму многие называют Подмосковным огородом.

## Описание
Река Яхрома берёт своё начало с северных склонов Клинско-Дмитровской возвышенности (отроги Среднерусской возвышенности). Её многочисленные притоки: Варварка, Мельчевка, Рогачёвка, Бунятка, Дятлинка, Муравка, Кухолка и другие несут минеральные вещества в Яхрому.
Выбираясь из теснин Клинско-Дмитровской возвышенности после города Дмитрова река широко разливается, образуя центральную часть поймы, расширяясь от 800 м до 6 км. И так до со своего слияния с рекой Сестрой.
Центральная часть поймы известна также как Яхромская котловина. Так на карте Российской империи 1812 года для Наполеона западнее села Говейново до устья реки расположено большое озеро. Возможно, со временем озеро сильно обмелело и большая часть его превратилось в болото.
После строительства канала имени Москвы в 1932—1937 годах, перегородившего Яхрому на две части, водоток существенно уменьшился, часть воды притоков Яхромы поступают в канал.

## История освоения. Мелиорация
Яхромская пойма в конце XIX — начале XX веков представляла собой торфяники, болота, лишь незначительно освоенные для выращивания капусты и других овощей на более возвышенных участках.
До 1861 года предпринимались попытки осушить торфянные болота, крестьянство испытывало нехватку плодородных земель.
С 1904 по 1912 год Дмитровское земство предпринимает усилия к осушению торфяных болот Яхромской поймы. Так через Земскую управы из Мелиоративного фонда были выделены средства 53 сельским сообществам. Затраты составили высокую цену — 1 рубль на десятину, не считая вознаграждения за работу техников.

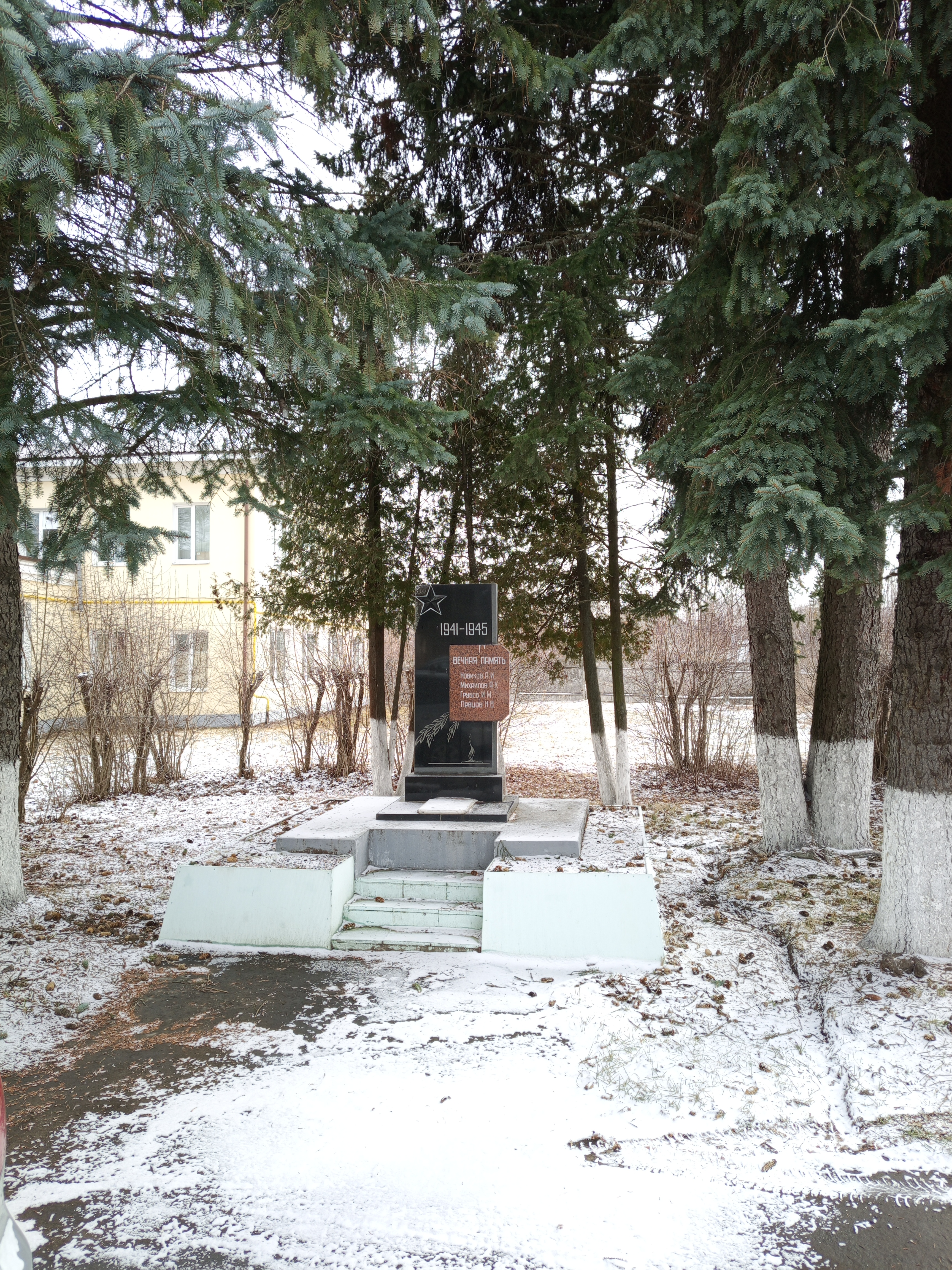
Памятник погибшим филиала ВНИИГиМ в годы ВОВ возле административного здания

В 1915 году был основан Кончининский опытный участок в Дмитровском уезде Московской губернии. В 1919 году он был преобразован в Яхромское болотное опытное поле.
Дмитровский уезд считался традиционно зерновым краем для сельского хозяйства. Для повышения плодородия использовалось трёхполье и Ярославское четырёхполье. Также в качестве удобрения использовался навоз крупнорогатого скота. Болотные луга среди других лугов наиболее представлены в уезде. В Дмитровском уезде на 1924 год площадь заболоченных территорий составляло около 20 000 десятин, что составляло около 13 % территории уезда.
В первые годы советской власти были приняты попытки освоить эти сложные земли.
Яхромское болотно-опытное поле показало, что низменные торфянники пригодны для сельского хозяйства, так как они богаты минеральными веществами. Единственное, чем бедны почвы — это калием, что требует его внесения.
В 1932 году Яхромское болотно-опытное поле было преобразовано в Московскую опытную болотную станцию (МОБОС). Московская опытная болотная станция, расположенная на Яхроме, доказала, что на бывших болотах можно получать рекордные урожаи овощей.
В 1937 году на окраине Дмитрова (Заречье) разместился Дмитровский опорный пункт ВНИИГиМ (мелиорация поймы).
Летом 1941 года были брошены значительные колхозные силы для освоения торфяников. Освоение прервала начавшаяся война.
После войны предпринимаются значительные усилия советской власти на федеральном уровне для освоения Яхромской поймы. Так в первую послевоенную пятилетку ставилась задача осушения Яхромской поймы.
В 1947 году 50 бригад, располагающиеся в Подмошье и Матвеевке, осенью и зимой начали лопатами и ломами прокладывать осушительные канавы.

### Яхромский совхоз-техникум

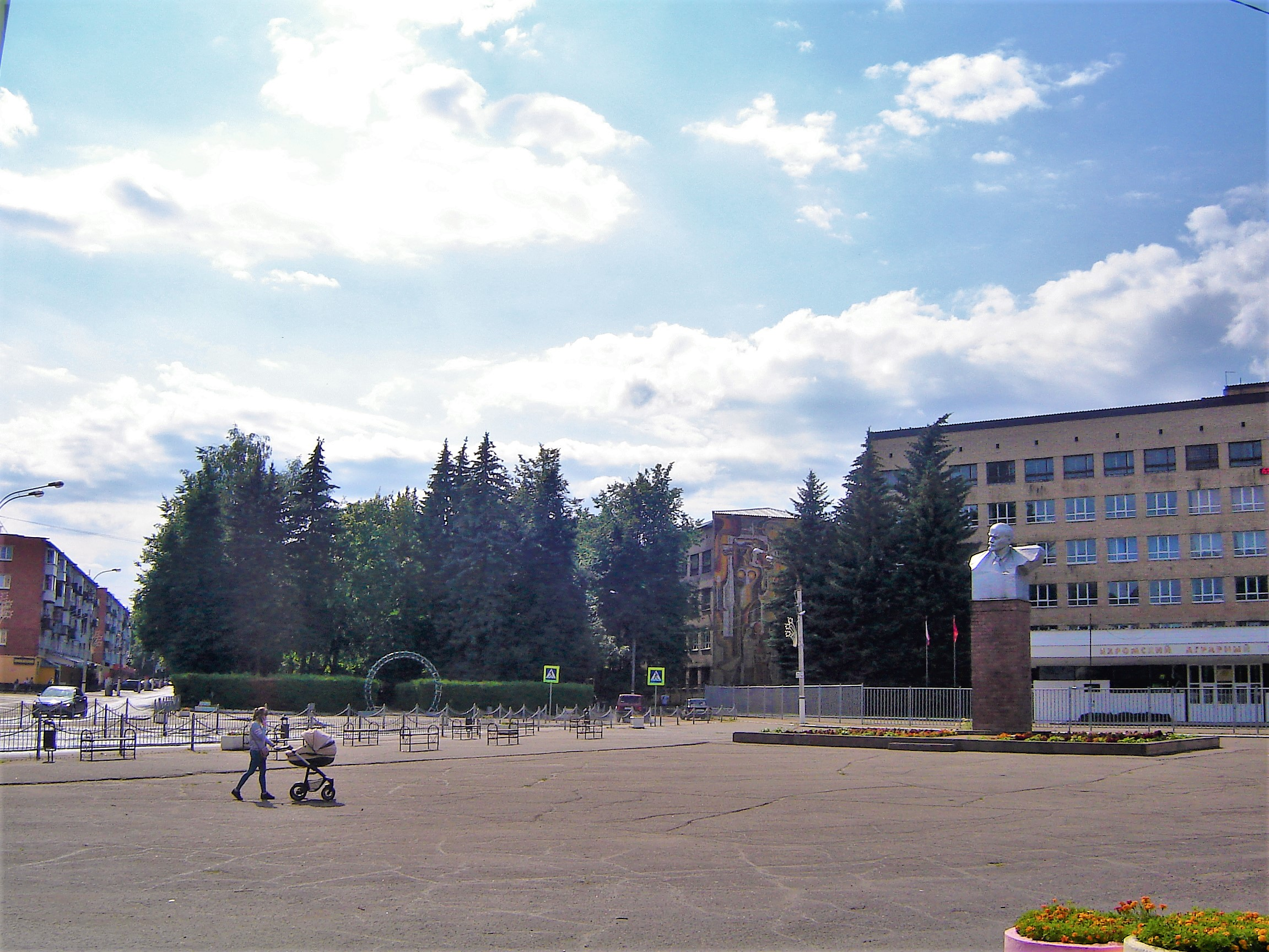
Яхромский совхоз-техникум в посёлке Новосиньково

В 1958 году было принято решение о формировании крупных совхозов: «Яхромский», «Дмитровский», «Рогачевский», позже совхоз «Бунятинский» (в 1985 году). На развитие инфраструктуры совхозов было выделено более 30 млн рублей.
В центральной части поймы на базе бывших сельхозартелей им. Мичурина, им. VII съезда Советов, им. Горького, а также отделений Карповского колхоза «Победа» и Синьковского колхоза «Пламя» создаётся специализированный овощеводческий совхоз «Яхромский».
В дальнейшем Яхромскому совхозу присваивается звание совхоза-техникума. Он становится не только центром освоения поймы и выращивания овощей, но и центром по подготовке высококлассных специалистов (сейчас это Яхромский колледж).
Посёлок Яхромского совхоза-техникума, между деревней Лучинское и селом Синьково, получает название Новосиньково.
В 1959 году ЦК и Советское правительство поставили задачи превратить поймы рек Москвы и Яхромы большие «подмосковные огороды», для снабжения Москвы и Московской области овощами.
На 1966 год было возведено: возведено 20 сложных гидротехнических сооружений, дренажные системы на 5871 Га, закрытая оросительная система на 4262 Га. В 3-х совхозах возведено: 26 овощехранилищ на 22 тыс. тонн, парники общей площадью 25 тыс. м2, 10 скотных дворов и телятников.
В усадьбах совхозах возведены современные двух- и пятиэтажные здания со всеми удобствами. Также возведены: школы, детские сады, Дома культуры, библиотеки и различные службы быта.
В Яхромском совхозе-техникуме ордена «Знак Почёта» имелись свои: больница, санаторий-профилакторий, стадион, спортивная школа и плавательный бассейн с лодочной станцией.

## Современность. Перспективы

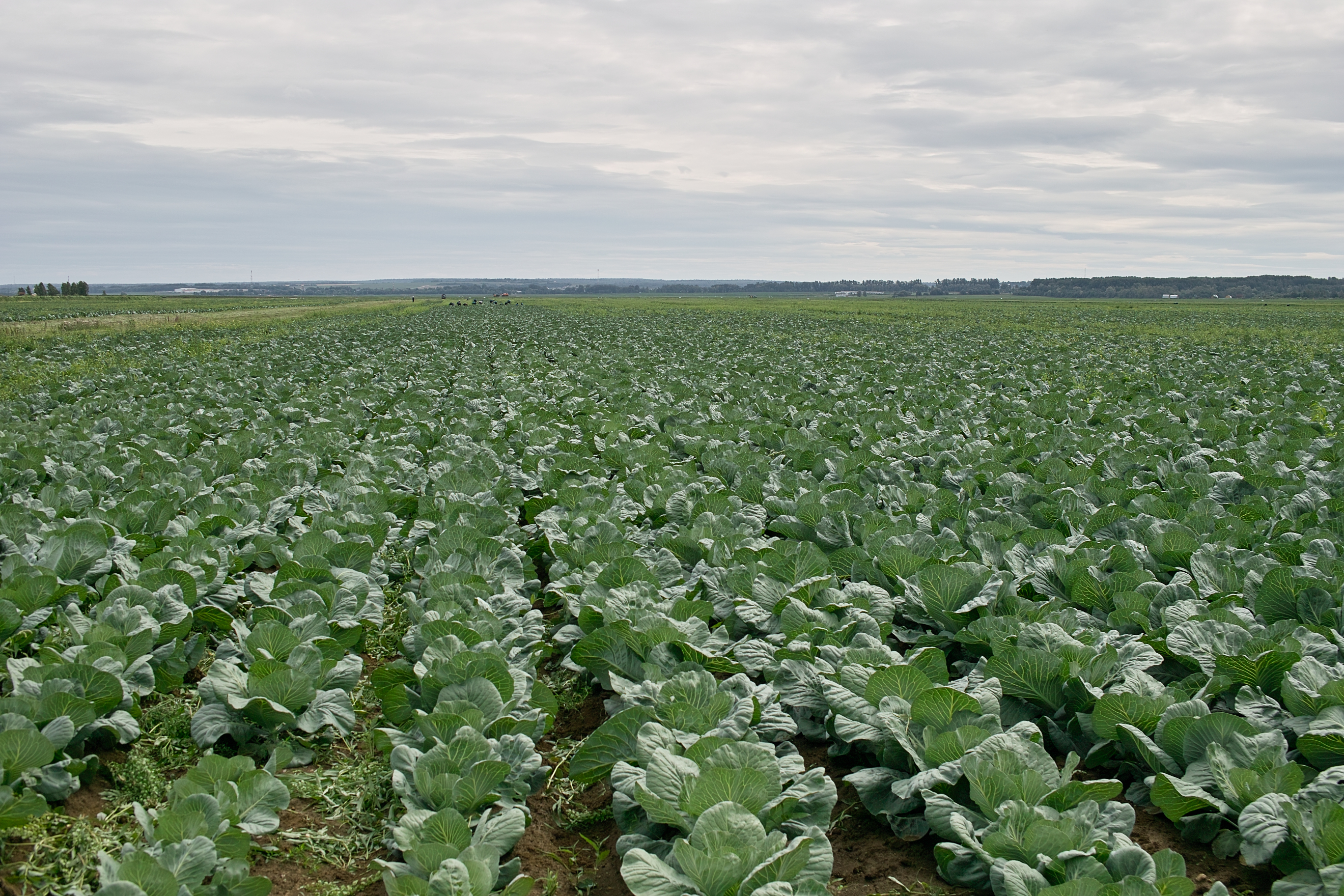
Капустное поле западнее посёлка Лугового

На данный момент на Яхромской пойме работают несколько крупных сельхозпредприятий, специализирующихся на выращивании овощей.
В 2010-х годах начались мелиорационные работы по восстановлению и расширению заболоченных территорий под сельское хозяйство.
Существуют заболоченные участки, на которых мелиорация не проводились из-за труднодоступности: например, протока Старая Яхрома (между каналом и Савёловской железной дорогой).

## Герои освоения Яхромской поймы
Наибольший вклад в освоение Яхромской поймы внесли следующие люди, награждённые различными званиями и другими наградами:
- В. П. Бабарсков, В. П. Зудина, А. И. Петрова, П. Ф. Прусова, Э. А. Самвелов, А. К. Сарбаш, В. Г. Суриков, Е. Н. Царьков, И. А. Щербаков и другие[10].